# Nyakbőrizom

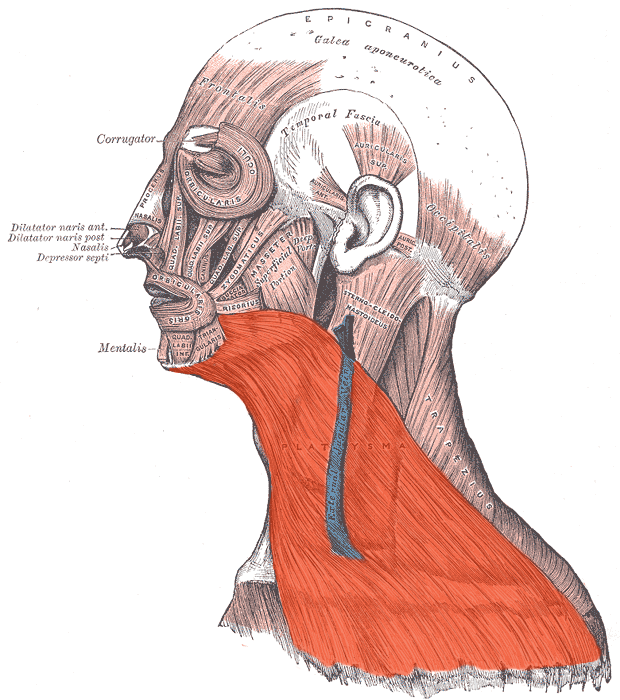
Az arc izmai (a nagy vörös jelöli a platysmát)

A platysma (vagy nyaki bőrizom) egy nagy kiterjedésű izom az ember nyakának bőre alatt.

## Eredés, tapadás, elhelyezkedés
A delto-pectoralis régiónál ered a bőr alatt. Az állkapocs környékén tapad a bőr alatt.

## Funkció
Süllyeszti az állkapcsot és az ajkat. Feszíti a bőrt a nyak alsó részénél.

## Beidegzés
A ramus colli nervi facialis idegzi be.

## Külső hivatkozások
- Definíció
- Leírás
- Leírás Archiválva 2008. február 28-i dátummal a Wayback Machine-ben